# Dietmar Hochmuth (Fußballspieler)
Dietmar Hochmuth (* 13. April 1955) ist ein ehemaliger deutscher Fußballspieler, der in den 1970er Jahren in der DDR-Oberliga, der höchsten Spielklasse im DDR-Fußball, für die BSG Stahl Riesa aktiv war.

## Sportliche Laufbahn
Seinen Einstand in der Oberliga gab Dietmar Hochmuth im Alter von 18 Jahren, als er in der Saison 1973/74 für die sächsische Betriebssportgemeinschaft (BSG) Stahl Riesa drei Spiele als Verteidiger in Vertretung des nicht einsatzbereiten Joachim Ringel bestritt. In der übrigen Zeit wurde er in der 2. Mannschaft eingesetzt, für die er 17 Spiele in der zweitklassigen DDR-Liga absolvierte. Diese stieg am Saisonende in die Bezirksliga ab. Anschließend spielte Hochmuth für drei Spielzeiten nicht im DDR-weiten Fußballspielbetrieb. Erst als Stahl Riesa 1977 aus der Oberliga abgestiegen war, kam Hochmuth 1977/78 zu weiteren neun DDR-Liga-Spielen, mit denen er marginal am sofortigen Wiederaufstieg beteiligt war. In der Spielzeit 1978/79 verschwand er wieder aus dem höherklassigen Fußball. Für die Spielzeit 1979/80 wurde er für die Nachwuchsoberliga-Mannschaft der Riesaer nominiert, spielte aber mehrheitlich in der Oberligamannschaft, für die er vom 11. Spieltag an die restlichen 16 Punktspiele als Abwehrspieler bestritt. Das brachte ihm für 1980/81 eine offizielle Nominierung für die Oberliga ein, jedoch wurde er nur in der Hinrunde in sieben Oberligaspielen als Vertreter des verletzten Abwehrspielers Peter Juretzko aufgeboten. Danach stieg Stahl Riesa erneut ab, und Hochmut verschwand wieder aus dem DDR-weiten Spielbetrieb. In den Spielzeiten 1982/83 und 1983/84 spielte er für den DDR-Ligisten TSG Gröditz. Er erreichte dort einen Stammplatz und fehlte nur in der ersten Saison bei einem Punktspiel. Nach der Saison 1983/84 wurde die DDR-Liga von fünf auf zwei Staffeln reduziert, und die TSG konnte sich nicht für die neue DDR-Liga-Saison qualifizieren. Danach kehrte Dietmar Hochmuth nicht mehr in den höherklassigen Fußball zurück, wo er innerhalb von sechs Spielzeiten 26 Oberliga- und 69 DDR-Liga bestritten hatte. Zu Torerfolgen war er in dieser Zeit nicht gekommen.